# Jongleringskägla

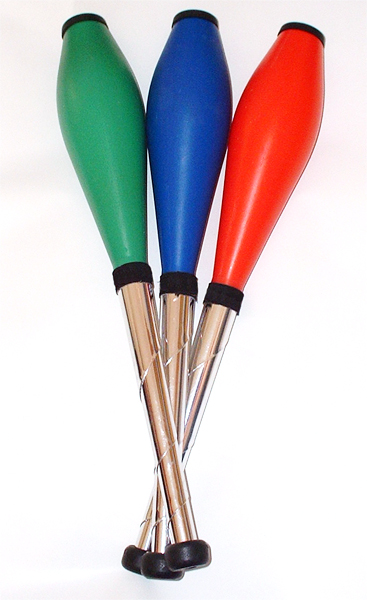
Jongleringskäglor

Näst efter bollar får man nog säga att käglor är det vanligaste jongleringsobjektet. 
En modern jongleringskägla väger 180-300 gram, beroende på modell och storlek. Längden är vanligen omkring 50 centimeter medan bredden uppvisar rätt stora variationer. Från att traditionellt ha tillverkats i trä tillverkas dagens jongleringskäglor av en blandning av material. Kärnan utgörs av en rundstav i trä eller plast, som kallas dowel. På denna fästs vanligen en mindre vikt för att justera in tyngdpunkten. På den främre halvan fästs sedan en kropp, vanligen tillverkad i plast, färgad eller ofärgad. Det är diametern på denna kropp som kommer att utgöra bredden på käglan. Själva greppet byggs sedan upp genom att fästa en sorts linda i halvstyv plast runt träkarnan. Denna linda tejpas sedan ofta med tejp för att ge ett behagligare grepp. I vardera ändan fästs sedan knoppar av gummi som skyddar käglan vid fall samt, i greppändan, förhindrar att käglan faller ur handen.
Att lära sig jonglera käglor görs nästan utan undantag efter att man lärt sig jonglera bollar. I början uppfattar de flesta det som svårare än att jonglera bollar men vartefter man lär sig kommer kägeljonglering att kännas mer och mer naturligt. Käglor ger på många sätt betydligt fler variationsmöjligheter än bollar. Det går bland annat att variera hastighet och riktning på rotationen för att ge visuella effekter i sin jonglering.
På grund av sin storlek och form är käglor enklare att passa än bollar.